# ニール・ワグナー
ニール・カナス・ワグナー（Neil Kannas Wagner, 1984年1月1日 - ）は、アメリカ合衆国ミネソタ州ヘネピン郡ミネアポリス出身の元プロ野球選手（投手）。右投右打。

## 経歴

### プロ入りとインディアンス時代
2005年のMLBドラフト21巡目（全体634位）でクリーブランド・インディアンスから指名され、8月22日に契約。
2006年はA-級マホーニングバレー・スクラッパーズでプロデビュー。26試合に登板し、0勝1敗17セーブ、防御率1.39だった。
2007年はA級レイクカウンティ・キャプテンズで34試合に登板し、1勝4敗11セーブ、防御率3.68だった。7月にA+級キンストン・インディアンスへ昇格。16試合に登板し、防御率3.00だった。
2008年はA+級キンストンで41試合に登板し、3勝6敗3セーブ、防御率4.50だった。8月にAA級アクロン・エアロズへ昇格。7試合に登板し、0勝2敗、防御率3.60だった。
2009年はAA級アクロンで46試合に登板し、1勝3敗2セーブ、防御率2.95だった。
2010年はAA級アクロンで13試合に登板し、1勝1敗4セーブ、防御率6.28だった。

### アスレチックス時代
2010年5月11日に金銭トレードでオークランド・アスレチックスへ移籍。AA級ミッドランド・ロックハウンズで33試合に登板し、6勝2敗1セーブ、防御率6.28だった。
2011年はAA級ミッドランドで28試合に登板し、1勝3敗4セーブ、防御率3.38だった。6月にAAA級サクラメント・リバーキャッツへ昇格。22試合に登板し、2勝1敗2セーブ、防御率3.10だった。8月30日にアスレチックスとメジャー契約を結び、同日のインディアンス戦でメジャーデビュー。5点ビハインドの8回から登板し、1回を無安打無失点1奪三振に抑えた。この年は6試合に登板し、防御率7.20だった。
2012年3月18日にAAA級サクラメントへ異動し、開幕をAAA級サクラメントで迎えた。4月17日にメジャーへ昇格したが、登板のないまま4月20日にAAA級サクラメントへ降格した。AAA級サクラメントでは15試合に登板し、1勝1敗1セーブ、防御率5.49だった。

### パドレス傘下時代
2012年5月28日にウェーバーでサンディエゴ・パドレスへ移籍。同日にAAA級ツーソン・パドレスへ異動した。8月23日にDFAとなり、8月26日にAAA級ツーソンへ降格した。この年はAAA級ツーソンで31試合に登板し、3勝1敗、防御率5.44だった。オフの11月3日にFAとなった。

### ブルージェイズ時代
2012年11月15日にトロント・ブルージェイズとマイナー契約を結んだ。

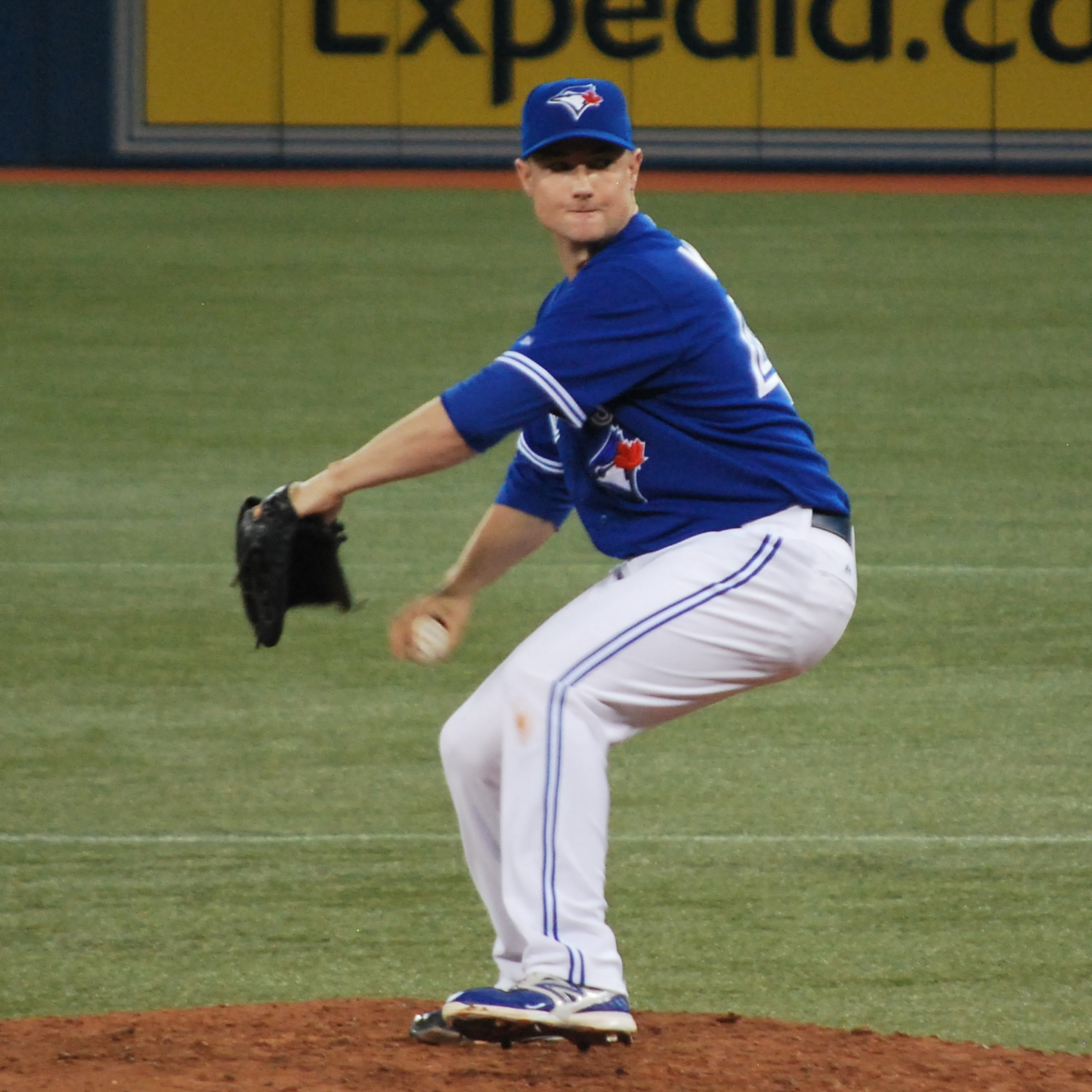
2013年6月22日

2013年はAAA級バッファロー・バイソンズで開幕を迎えた。5月29日にメジャー契約を結んだ。6月7日のテキサス・レンジャーズ戦では4点リードの6回2死から登板。1.1回を1安打無失点に抑え、メジャー初勝利を挙げた。7月21日にAAA級バッファローへ降格。8月1日にメジャーへ再昇格した。この年は36試合に登板し、2勝4敗、防御率3.79だった。
2014年3月14日にAAA級バッファローへ異動し、開幕を迎えた。4月9日にメジャーへ昇格。9試合に登板し、4月25日にAAA級バッファローへ降格した。その後、8月12日にトミー・ジョン手術を受け、9月1日に自由契約となった。

### レイズ傘下時代
2014年9月12日にタンパベイ・レイズと2年間のマイナー契約を結ぶ（1年間は前述の手術のリハビリ期間に充てる予定）。
2016年1月12日に同年のスプリングトレーニングに招待選手として参加することになったが、メジャー昇格はならず大半をAAA級ダーラム・ブルズで過ごし、1勝2敗、防御率4.81だった。
2017年もスプリングトレーニングに招待選手として参加した。8月2日に自由契約となった。

### メッツ傘下時代
2017年8月15日にニューヨーク・メッツとマイナー契約を結び、傘下のAAA級ラスベガス・フィフティワンズに配属された。 

### 西武時代
2017年12月12日に埼玉西武ライオンズと契約を結んだ。背番号は「12」。
2018年は、中継ぎとして36試合に登板したが、8月10日に登録を抹消。9月28日に戦力外となりウェーバー公示が申請された。しかし、獲得を希望する球団はなく、10月5日に自由契約公示された。

## 人物
趣味は盆栽で、ノースダコタ州立大時代に生物学の講義を通して興味を持った。

## 詳細情報

### 年度別投手成績
| 年 度    | 球 団    | 登 板 | 先 発 | 完 投 | 完 封 | 無 四 球 | 勝 利 | 敗 戦 | セ 丨 ブ | ホ 丨 ル ド | 勝 率 | 打 者 | 投 球 回 | 被 安 打 | 被 本 塁 打 | 与 四 球 | 敬 遠 | 与 死 球 | 奪 三 振 | 暴 投 | ボ 丨 ク | 失 点 | 自 責 点 | 防 御 率 | W H I P |
| -------- | -------- | ----- | ----- | ----- | ----- | -------- | ----- | ----- | -------- | ----------- | ----- | ----- | -------- | -------- | ----------- | -------- | ----- | -------- | -------- | ----- | -------- | ----- | -------- | -------- | ------- |
| 2011     | OAK      | 6     | 0     | 0     | 0     | 0        | 0     | 0     | 0        | 0           | .---  | 24    | 5.0      | 6        | 1           | 3        | 0     | 1        | 4        | 0     | 0        | 7     | 4        | 7.20     | 1.80    |
| 2013     | TOR      | 36    | 0     | 0     | 0     | 0        | 2     | 4     | 0        | 10          | .333  | 161   | 38.0     | 39       | 5           | 13       | 0     | 1        | 33       | 3     | 1        | 17    | 16       | 3.79     | 1.37    |
| 2014     | TOR      | 10    | 0     | 0     | 0     | 0        | 0     | 0     | 0        | 5           | .---  | 49    | 10.0     | 12       | 1           | 4        | 1     | 0        | 6        | 0     | 0        | 9     | 9        | 8.10     | 1.60    |
| 2018     | 西武     | 36    | 0     | 0     | 0     | 0        | 2     | 1     | 1        | 9           | .667  | 147   | 32.0     | 29       | 3           | 23       | 0     | 2        | 24       | 0     | 0        | 21    | 15       | 4.22     | 1.63    |
| MLB：3年 | MLB：3年 | 52    | 0     | 0     | 0     | 0        | 2     | 4     | 0        | 15          | .333  | 234   | 53.0     | 57       | 7           | 20       | 1     | 3        | 43       | 3     | 1        | 33    | 29       | 4.92     | 1.45    |
| NPB：1年 | NPB：1年 | 36    | 0     | 0     | 0     | 0        | 2     | 1     | 1        | 9           | .667  | 147   | 32.0     | 29       | 3           | 23       | 0     | 2        | 24       | 0     | 0        | 21    | 15       | 4.22     | 1.63    |

- 2018年度シーズン終了時

### 記録
NPB
- 初登板：2018年3月30日、対北海道日本ハムファイターズ1回戦（札幌ドーム）、9回裏に3番手で救援登板・完了、1回無失点
- 初奪三振：2018年4月17日、対北海道日本ハムファイターズ4回戦（東京ドーム）、9回表に中田翔から空振り三振
- 初勝利：2018年4月18日、対北海道日本ハムファイターズ5回戦（メットライフドーム）、9回表に5番手で救援登板・完了、1回無失点
- 初ホールド：2018年4月30日、対東北楽天ゴールデンイーグルス6回戦（メットライフドーム）、8回表に3番手で救援登板、1回無失点
- 初セーブ：2018年7月22日、対東北楽天ゴールデンイーグルス17回戦（メットライフドーム）、9回表に3番手で救援登板・完了、1回無失点

### 背番号
- 62 (2011年)
- 45 (2013年 - 2014年)
- 12 (2018年)